# Emilia Arcan
Emilia Arcan (n. 13 februarie 1965, Timișești, România) este un senator român, ales în 2016. Emilia Arcan este membru în grupurile parlamentare de prietenie cu Irlanda, Australia, MArele Ducat de Luxemburg.